# Chặng đua GP Hoa Kỳ 2021
Chặng đua GP Hoa Kỳ 2021 (tên chính thức Formula 1 Aramco United States Grand Prix 2021) là chặng đua thứ 17 của Giải đua xe Công thức 1 2021. Chặng đua diễn ra từ ngày 22 tháng 10 đến ngày 24 tháng 10 năm 2021 ở trường đua Americas, bang Texas, Mỹ. Tay đua giành chiến thắng là Max Verstappen của đội đua Red Bull Racing.

## Diễn biến chính
Max Verstappen giành pole nhưng anh xuất phát chậm hơn Lewis Hamilton. Đến lần pit đầu tiên, Verstappen vào pit trước Hamilton và đã đòi lại được vị trí dẫn đầu, từ đó thẳng tiến đến chiến thắng, qua đó củng cố vị trí dẫn đầu với 12 điểm nhiều hơn đối thủ.

## Kết quả
| Stt                                                        | Số xe | Tay đua            | Đội đua                   | Lap | Thời gian   | Xuất phát | Điểm |
| ---------------------------------------------------------- | ----- | ------------------ | ------------------------- | --- | ----------- | --------- | ---- |
| 1                                                          | 33    | Max Verstappen     | Red Bull Racing-Honda     | 56  | 1:34:36.552 | 1         | 25   |
| 2                                                          | 44    | Lewis Hamilton     | Mercedes                  | 56  | +1.333      | 2         | 19   |
| 3                                                          | 11    | Sergio Pérez       | Red Bull Racing-Honda     | 56  | +42.223     | 3         | 15   |
| 4                                                          | 16    | Charles Leclerc    | Ferrari                   | 56  | +52.246     | 4         | 12   |
| 5                                                          | 3     | Daniel Ricciardo   | McLaren-Mercedes          | 56  | +1:16.854   | 6         | 10   |
| 6                                                          | 77    | Valtteri Bottas    | Mercedes                  | 56  | +1:20.128   | 9         | 8    |
| 7                                                          | 55    | Carlos Sainz Jr.   | Ferrari                   | 56  | +1:23.545   | 5         | 6    |
| 8                                                          | 4     | Lando Norris       | McLaren-Mercedes          | 56  | +1:24.395   | 7         | 4    |
| 9                                                          | 22    | Yuki Tsunoda       | AlphaTauri-Honda          | 55  | +1 lap      | 10        | 2    |
| 10                                                         | 5     | Sebastian Vettel   | Aston Martin-Mercedes     | 55  | +1 lap      | 18        | 1    |
| 11                                                         | 99    | Antonio Giovinazzi | Alfa Romeo Racing-Ferrari | 55  | +1 lap      | 12        |      |
| 12                                                         | 18    | Lance Stroll       | Aston Martin-Mercedes     | 55  | +1 lap      | 13        |      |
| 13                                                         | 7     | Kimi Räikkönen     | Alfa Romeo Racing-Ferrari | 55  | +1 lap      | 15        |      |
| 14                                                         | 63    | George Russell     | Williams-Mercedes         | 55  | +1 lap      | 20        |      |
| 15                                                         | 6     | Nicholas Latifi    | Williams-Mercedes         | 55  | +1 lap      | 14        |      |
| 16                                                         | 47    | Mick Schumacher    | Haas-Ferrari              | 54  | +2 laps     | 16        |      |
| 17                                                         | 9     | Nikita Mazepin     | Haas-Ferrari              | 54  | +2 laps     | 17        |      |
| Ret                                                        | 14    | Fernando Alonso    | Alpine-Renault            | 49  | Cánh sau    | 19        |      |
| Ret                                                        | 31    | Esteban Ocon       | Alpine-Renault            | 40  | Cơ khí      | 11        |      |
| Ret                                                        | 10    | Pierre Gasly       | AlphaTauri-Honda          | 14  | Bộ treo     | 8         |      |
| Fastest lap: Lewis Hamilton (Mercedes) – 1:38.485 (lap 41) |       |                    |                           |     |             |           |      |
| Source:                                                    |       |                    |                           |     |             |           |      |

## Bảng xếp hạng sau chặng đua
Bảng xếp hạng top 5 tay đua và đội đua:
|           | Stt | Tay đua         | Điểm  |
| --------- | --- | --------------- | ----- |
| Unchanged | 1   | Max Verstappen  | 287.5 |
| Unchanged | 2   | Lewis Hamilton  | 275.5 |
| Unchanged | 3   | Valtteri Bottas | 185   |
| 1         | 4   | Sergio Pérez    | 150   |
| 1         | 5   | Lando Norris    | 149   |
| Nguồn:    |     |                 |       |

|           | Stt | Đội đua               | Điểm  |
| --------- | --- | --------------------- | ----- |
| Unchanged | 1   | Mercedes              | 460.5 |
| Unchanged | 2   | Red Bull Racing-Honda | 437.5 |
| Unchanged | 3   | McLaren-Mercedes      | 254   |
| Unchanged | 4   | Ferrari               | 250.5 |
| Unchanged | 5   | Alpine-Renault        | 104   |
| Nguồn:    |     |                       |       |